# Sông La Tinh
Sông La Tinh hay sông Phù Ly là dòng sông nhỏ nhất trong bốn con sông chính của tỉnh Bình Định. Sông La Tinh có độ cao bình quân là 150 m, chiều dài 54 km và diện tích lưu vực khoảng 719 km², gần 2/3 chiều dài của sông chảy qua vùng rừng núi và đồi trọc. Độ dốc bình quân lưu vực khoảng 0,15. Sông thường hay bị cạn vào mùa nắng.
Là một trong ba dòng sông mang tính lịch sử từ thời lập phủ Hoài Nhơn.
Sông La Tinh bắt nguồn từ hồ Hội Sơn thuộc vùng núi phía Tây huyện Phù Cát. Nhiều suối nhỏ khởi nguồn từ các dãy núi thuộc hai xã Cát Sơn và Cát Lâm đã tập hợp tạo nên thượng nguồn sông La Tinh, ở lưu vực thượng nguồn này sông chảy theo hướng Tây Bắc - Đông Nam. Sau khi đến đập Cây Gai sông chuyển hướng thành Tây – Đông và kể từ đó sông được xem như là đường ranh giới giữa hai huyện Phù Cát và Phù Mỹ. Sông chảy đến vùng Vĩnh Kiên thì gặp nhánh sông Kiên Duyên từ Phù Mỹ đổ vào, nhánh sông này xuất phát từ vùng núi phía Tây huyện Phù Mỹ, các suối nhỏ vùng này hợp lại thành các sông nhỏ như sông Đập Hiền, sông Đập Bao và sông Đập Sung ở thượng lưu, các sông này lại nhập thành sông Bình Trị - Kiên Duyên. Sông La Tinh nhập với sông Kiên Duyên thành sông Lu Xiêm Giang hay sông La Tinh, sông này đến đập Cây Ké lại chuyển hướng Tây Nam – Đông Bắc. Sau đó sông lại tách làm hai nhánh là sông Cả ở phía Nam và sông Lu Xiêm Giang ở phía Bắc chảy song song nhau.